# Kette des Goldenen Humors
Nach Aachen wurde in Hagen eine der bekanntesten deutschen Karnevalsauszeichnungen verliehen, die Kette des "Goldenen Humors" an den Ritter des Goldenen Humors. Im Rahmen einer Festveranstaltung der Großen Hagener Karnevalsgesellschaft e.V. Närrischer Reichstag von 1881 verleiht der GHK-Präsident die gestiftete Kette aus dem Nachlass von Wilhelm vom Hofe in einem Festakt in der Hagener Stadthalle. Diese Auszeichnung erhielten Persönlichkeiten des öffentlichen Lebens, die dem vaterstädtischen, fastnachtlichen Volksfest ein besonderes Gepräge gegeben haben und darüber hinaus sich Verdienste um den deutschen Karneval erwarben. Ihre Attribute sind Humor, Scherz und Satire von tieferer Bedeutung.
Die 40. Kette wurde am 20. November 2004 an den Ehrenpräsident der Großen Hagener Karnevalsgesellschaft e.V. Udo Walpert verliehen.
2005 und 2006 wurde die Kette nicht verliehen. Kontinuierlich zurückgehende Besucherzahlen und steigende Kosten zwangen die GHK, die Veranstaltung auszusetzen.
2006 wurde eine Veranstaltungsgesellschaft gegründet, so dass die Verleihung seit 2007 wieder stattfinden kann.

## Die bisherigen Träger der Kette des Goldenen Humors
Die Angaben der aufgeführten Funktionen und Ämter beziehen sich auf den Zeitpunkt der Verleihung.
- 42. Ritter 2007 – Manfred Breuckmann, Journalist u. Kult-Moderator
- 41. Ritter 2007 – Antony Hermus, Generalmusikdirektor des Theater Hagen
- 40. Ritter 2004 – Udo Walpert, Ehrenpräsident der Große Hagener KG
- 39. Ritter 2004 – Rainer Brüderle, FDP-Abgeordneter des Deutschen Bundestages
- 38. Ritter 2003 – Bärbel Höhn, Ministerin des Landes NRW
- 37. Ritter 2002 – Fritz Schramma, Oberbürgermeister der Stadt Köln
- 36. Ritter 2001 – Wolfgang Clement, Ministerpräsident NRW
- 35. Ritter 2000 – Ulrich Schmidt, Präsident des Landtags NRW
- 34. Ritter 1999 – Peter Pietzsch, Intendant des Theater Hagen
- 33. Ritter 1998 – Guido Westerwelle, FDP-Generalsekretär
- 32. Ritter 1997 – Dietmar Thieser, MdB, Oberbürgermeister der Stadt Hagen
- 31. Ritter 1996 – Helmut Linssen, MdL
- 30. Ritter 1995 – Manfred Stolpe, Ministerpräsident des Landes Brandenburg
- 29. Ritter 1994 – Rudolf Scharping, Ministerpräsident Rheinland-Pfalz
- 28. Ritter 1993 – Klaus Töpfer, Bundesminister für Raumordnung, Bauwesen u. Städtebau
- 27. Ritter 1992 – Carmen Thomas, (Hallo Ü-Wagen)
- 26. Ritter 1991 – Friedhelm Farthmann, MdL
- 25. Ritter 1990 – Norbert Blüm, Bundesminister für Arbeit u. Sozialordnung
- 24. Ritter 1989 – Constantin Freiherr von Heereman, Bauernpräsident
- 23. Ritter 1988 – Jürgen W. Möllemann, Bundesminister
- 22. Ritter 1987 – Dieter Thoma, Chefredakteur des WDR
- 21. Ritter 1986 – Günther Steckhan, Polizeipräsident
- 20. Ritter 1985 – Dieter Haak, Justizminister NRW
- 19. Ritter 1984 – Kurt Biedenkopf, Oppositionsführer im Landtag NRW
- 18. Ritter 1983 – Hans-Jochen Vogel, Bundesjustizminister
- 17. Ritter 1982 – Bernhard Vogel, Ministerpräsident von Rheinland-Pfalz
- 16. Ritter 1981 – Jockel Fuchs, Oberbürgermeister der Stadt Mainz
- 15. Ritter 1980 – Burkhard Hirsch, Innenminister NRW
- 14. Ritter 1979 – Rudolf Pesch, Stadtdirektor Hagen
- 13. Ritter 1978 – Franz Josef Strauß, Ministerpräsident von Bayern
- 12. Ritter 1977 – Josef Ertl, Bundesminister für Ernährung, Landwirtschaft u. Forsten
- 11. Ritter 1976 – John van Nes Ziegler, Oberbürgermeister der Stadt Köln
- 10. Ritter 1975 – Heinrich Köppler, Oppositionsführer NRW
- 09. Ritter 1974 – Hans-Dietrich Genscher, Bundesaußenminister
- 08. Ritter 1973 – Heinz Kühn, Ministerpräsident NRW
- 07. Ritter 1972 – Artur Sträter, Justizminister NRW
- 06. Ritter 1971 – Willi Weyer, Staatsmin., Präsident d. Dt. Sportbundes
- 05. Ritter 1970 – Jacques Königstein, Ehrenpräsident, Aachen
- 04. Ritter 1969 – Otto Rückert, Präsident der Deutschen Polizeiführungsakademie
- 03. Ritter 1968 – Addy Nohl, Stellv. Präsident des Deutschen Fischerei-Verbandes
- 02. Ritter 1967 – Maurice Devriendt, Bürgermeister von Blankenberge / Belgien
- 01. Ritter 1966 – Klaus Müller, Oberstadtdirektor von Hagen